# Kyōko Hikami
Kyōko Hikami (氷上 恭子, Hikami Kyōko, nascuda l'11 de gener de 1969) és una seiyū que nasqué en Kōbe. És part del trio seiyū Furil que també consta dels companys de doblatge a Wedding Peach, Yuko Miyamura i Yukana Nogami.

## Rols importants
- Sudou en Atashinchi
- Haruka Shiranui en Ayakashi Ninden Kunoichiban
- Ellis en Battle Arena Toshinden
- Hinoki Sai en Betterman
- Nina en Breath of Fire III, IV i V
- Maria en Burst Angel (versió japonesa)
- Hikaru Usada en Di Gi Charat
- Lisa en Final Fantasy: Unlimited
- Cyberdoll Sara en Hand Maid May
- Kyoko Himeji in High School Girls
- Juli Bahana en Infinite Ryvius
- Cullen Lucciora (pronunciat alternativament: Karen Luchiora), també en Infinite Ryvius
- Keira Hagai en Jak & Daxter series (versió japonesa)
- Cream and Juken en Juuni Senshi Bakuretsu Eto Ranger
- Luna en LUNAR: Silver Star Story
- Hibiki Takane en The Last Blade 2 i Capcom vs. SNK 2
- Erika en Pokémon
- Marin Aoki en Pretty Fighter
- Harp en Ryusei no Rockman
- Urara Kosuga en Sakura Diaries
- Tsubaki Takamura en la sèrie Sakura Wars
- La meitat femenina de Dormin en Shadow of the Colossus
- Mami in Sister Princess
- Kotone Himekawa en ToHeart
- Debora en Trouble Chocolate
- Asumi Akiyama en True Tears
- Cacao en VS Knight Ramune & 40 FRESH
- Momoko Hanasaki/Wedding Peach en Wedding Peach
- Dojima en Witch Hunter Robin
- Reiko Hatsuyama en Spiral: Suiri no Kizuna
- Setsuna Saizuki en Evil Zone (aka Eretzvaju)